# Роттенфюрер

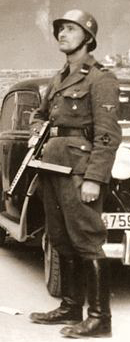
Роттенфюрер Йозеф Блёше

Роттенфюрер (нем. Rottenführer, начальник отряда; иногда «ротенфюрер») — звание рядового состава в СС и СА, существовавшее с 1932 по 1945 год. В войсках СС соответствовало званию обер-ефрейтора в вермахте.
Роттенфюрер командовал отрядом (нем. Rotte) из 5—7 человек и подчинялся шарфюреру (СА) или унтершарфюреру (СС). Петлицы роттенфюрера представляли собой две двойные белые или серебристые полоски на чёрном фоне.
Знаки различия роттенфюрера

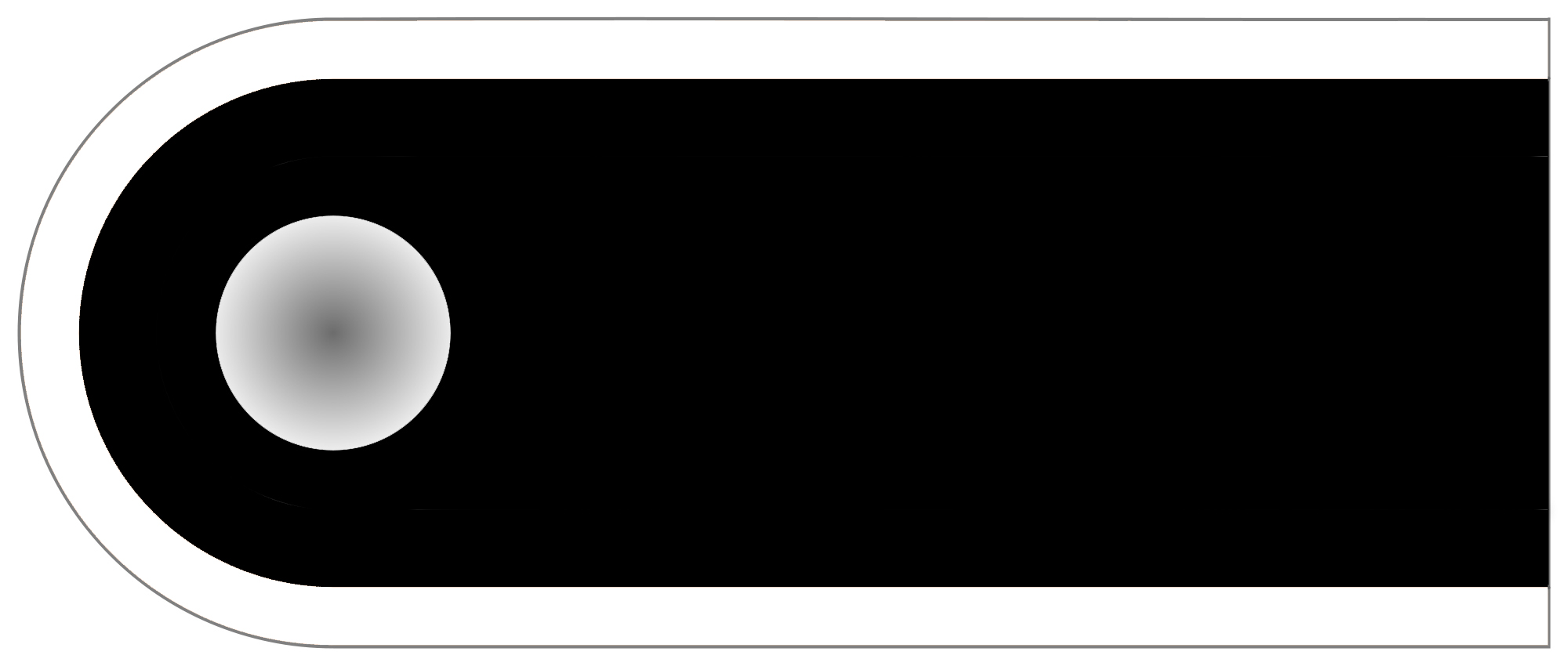
Погон
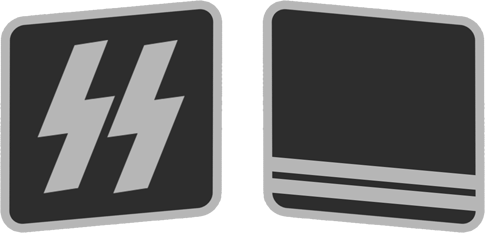
Петлицы
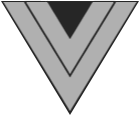
Нарукавный знак

В Гитлерюгенде также существовало звание роттенфюрера.
В Люфтваффе существовала должность роттенфюрера — командира пары (ведущего) в истребительной и штурмовой авиации.
Звание роттенфюрера имел персонаж романа «Молодая гвардия» Александра Фадеева Петер Фенбонг.